# Dean Martin
Pour les articles homonymes, voir Martin.
 (juin 2020).
Si vous disposez d'ouvrages ou d'articles de référence ou si vous connaissez des sites web de qualité traitant du thème abordé ici, merci de compléter l'article en donnant les références utiles à sa vérifiabilité et en les liant à la section « Notes et références ».
Dean Martin, nom de scène de Dino Paul Crocetti, né le 7 juin 1917 à Steubenville (Ohio) et mort le 25 décembre 1995 à Beverly Hills (Californie), est un crooner et acteur américain.
Il est issu d'une famille originaire de Montesilvano (Abruzzes). Il forme un célèbre duo sur scène et au cinéma avec Jerry Lewis jusqu'en 1956, puis forme ensuite le groupe The Rat Pack avec son ami Frank Sinatra et d'autres crooners de l'époque, dont la musique est associée au courant du jazz vocal.
Surnommé « The King of Cool », sobriquet plus tard attribué à Steve McQueen, il est également remarqué pour ses rôles dans les films Le Bal des maudits (1958), Rio Bravo (1959) et Embrasse-moi, idiot (1964).

## Biographie

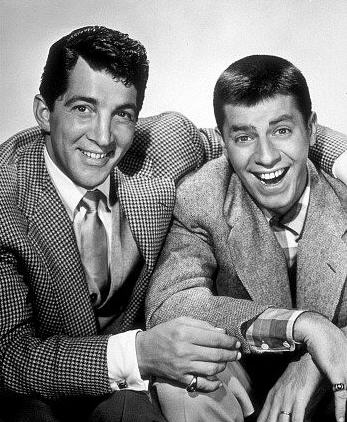
Le duo comique Dean Martin et Jerry Lewis, partenaires dans treize films.

Bien que né aux États-Unis, Dean Martin, dont les parents sont originaires des Abruzzes, n'a pas parlé anglais avant sa scolarisation.
Durant sa jeunesse, Dino Paul Crocetti eut différents petits boulots, puis, sous le nom de Dean Martin, il commença à travailler dans un club de New York où il connut ses premiers succès. Au milieu des années 1940, il fait la connaissance de Jerry Lewis qui se produit alors sur scène dans un numéro de pantomime. En mars 1946, ils se retrouvent engagés chacun au même moment dans le même club. Ils se mettent à improviser ensemble sur scène, déclenchant immédiatement l'hilarité du public. Le duo comique Martin and Lewis est né. Il deviendra le plus célèbre des États-Unis.
Ils commencent une carrière au cinéma, avec un premier film, Ma bonne amie Irma (My Friend Irma). Dans la foulée, suivent Irma à Hollywood (My Friend Irma Goes West) puis Le Soldat récalcitrant (At War with the Army). Binôme équilibré — Dean Martin représente la douceur et la droiture, alors que Lewis est l'idiot burlesque —, ils enchaînent le tournage de dix-sept films, mais, la lassitude aidant, décident de se séparer au sommet de leur gloire en 1956.

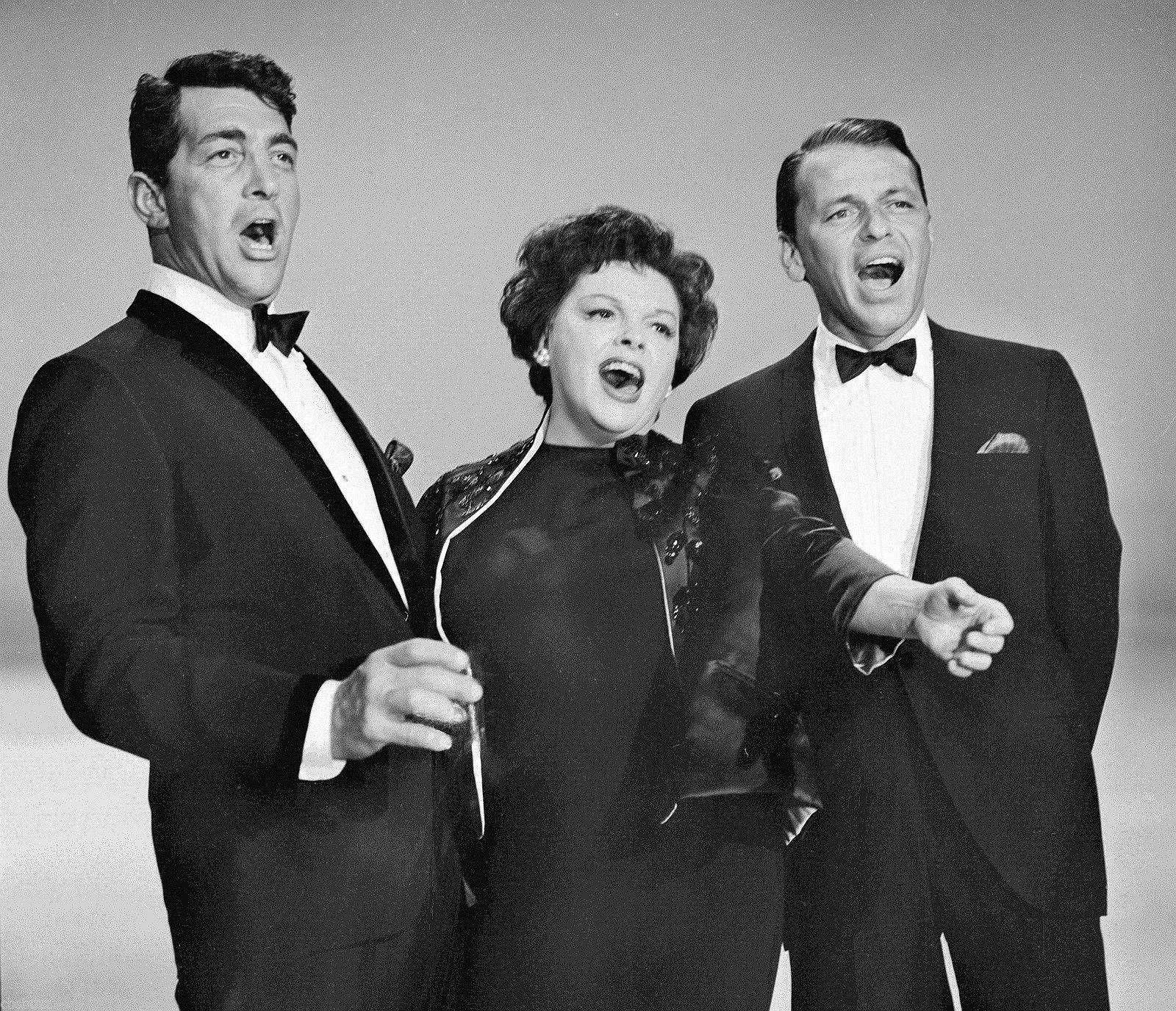
Dean Martin, Judy Garland et Frank Sinatra chantent ensemble dans le The Judy Garland Show en 1962.

Dean Martin se dirige alors vers la musique et la télévision. Il se révèle en tant qu'acteur dramatique dans Le Bal des maudits avec Montgomery Clift et Marlon Brando, puis aux côtés de John Wayne dans Rio Bravo, fait plusieurs tubes, dont That's Amore, Volare, Ain't That a Kick in the Head? (en) (1960), et devient la figure de proue de la « cool music », avec notamment Frank Sinatra, Sammy Davis Jr. et Shirley MacLaine, au sein d'un groupe baptisé le Rat Pack. La bonne entente dure quelques années puis le groupe s'effrite. 
Dean Martin redémarre avec des succès musicaux, comme Everybody Loves Somebody qui déloge les Beatles du Hit Parade en 1964, In the Chapel in the Moonlight ou Gentle on My Mind en 1968, et obtient au cinéma de belles réussites dont Embrasse-moi, idiot, Les Quatre Fils de Katie Elder, la série des Matt Helm, parodie de James Bond, Cinq Cartes à abattre, Bandolero !, Airport. En 1962, Dean Martin enregistre C'est si bon avec des arrangements musicaux de Neal Hefti pour son album French Style (en).
Pendant toute sa carrière, il n'a jamais cessé de chanter l'Italie dans ses chansons comme In Napoli, That's amore, parfois en italien comme avec sa reprise de Nel blu dipinto di blu de Domenico Modugno — sous le titre Volare —,  Mambo Italiano ou encore Return to Me. Dean Martin affirma avoir détesté Le Parrain qui, selon lui, ne servait qu'à véhiculer une représentation erronée des Italo-Américains. Il sera pourtant révélé que Dean Martin et son ami Frank Sinatra (chanteur d'origine sicilienne) possédaient des liens très étroits avec la mafia italo-américaine. Leur ami commun n'était autre que le boss Sam Giancana. Un jour, une amie de Dean Martin trouva dans sa cuisine un revolver appartenant à ce dernier. On raconte que Dean Martin et Frank Sinatra étaient les chanteurs officiels des patrons mafieux de Cosa Nostra.
Après la mort accidentelle en 1987 de son fils, Dean Paul Martin (qui jouait dans la série Superminds avec Courteney Cox), il sombre, frappé par la peine et la solitude. Sinatra et Sammy Davis tentent de lui redonner goût à la vie en organisant une tournée commune à travers les États-Unis, le Together Again Tour, un vieux projet datant de 1974, mais, miné par le chagrin, Martin abandonne après seulement quelques concerts. Ses apparitions sur scène se font alors extrêmement rares, hormis les retrouvailles avec son ancien complice, Jerry Lewis, le 5 septembre 1976 à Las Vegas. Gros fumeur, on lui diagnostique un cancer du poumon en 1991 ; il meurt d'emphysème pulmonaire le jour de Noël 1995. Sur sa tombe est inscrit : « Dean Martin - Everybody Loves Somebody Sometime ».
Il a été parfois indiqué que Dean Martin était ivre en permanence. Cela s'apparente à une légende, Martin l'ayant lui-même confirmé, dans la mesure où il anima pendant neuf ans un show hebdomadaire, le Dean Martin Show, où il remplaçait le bourbon par du jus de pomme, ce genre de show nécessitant en outre beaucoup de travail. Lors de chaque émission, où son ami et pianiste Ken Lane (auteur notamment de Everybody Loves Somebody) l'accompagnait, un invité-surprise se cachait derrière une porte et Dean Martin ne savait quasiment jamais de qui il s'agissait. Il faisait alors preuve d'une étonnante capacité d'improvisation. Cigarette en main, il accueillait avec chaleur l'invité-surprise et échangeait avec lui quelques plaisanteries. Le show se terminait toujours sur quelques notes de Everybody Loves Somebody après que Dean eut remercié l'ensemble de ses invités, et lancé aux auditeurs de la NBC, la chaîne productrice du show : « Please take care of yourself. » Après la suppression de son show en 1974, Dean Martin a animé pendant plusieurs années le Dean Martin Celebrity Roast qui, en dépit de la verve de Martin, très à l'aise en sa qualité de maître de cérémonie, n'a pas atteint la renommée du Dean Martin Show, malgré la présence d'invités prestigieux.

## Filmographie

### Cinéma
- 1949 : Ma bonne amie Irma (My Friend Irma) de George Marshall
- 1950 : My Friend Irma Goes West de Hal Walker
- 1950 : Le Soldat récalcitrant (At War with the Army)) de Hal Walker
- 1951 : Bon sang ne peut mentir (That's My Boy) de Hal Walker
- 1952 : La Polka des marins (Sailor Beware) de Hal Walker
- 1952 : Parachutiste malgré lui (Jumping Jack) de Norman Taurog
- 1952 : En route vers Bali (Road to Bali) de Hal Walker
- 1952 : Le Cabotin et son compère (The Stooge) de Norman Taurog
- 1953 : Fais-moi peur (Scared Stiff) de George Marshall
- 1953 : Amour, délices et golf (The Caddy) de Norman Taurog
- 1953 : Un galop du diable (Money from Home) de George Marshall
- 1954 : C'est pas une vie, Jerry (Living It Up) de Norman Taurog
- 1954 : Le clown est roi (3 Ring Circus), de Joseph Pevney
- 1955 : Un pitre au pensionnat (You're Never Too Young) de Norman Taurog
- 1955 : Artistes et Modèles (Artists and Models) de Frank Tashlin
- 1956 : Le Trouillard du Far West (Pardners), de Norman Taurog
- 1956 : Un vrai cinglé de cinéma (Hollywood or Bust) de Frank Tashlin
- 1957 : Dix Mille Chambres à coucher (Ten Thousand Bedrooms) de Richard Thorpe
- 1958 : Le Bal des maudits (The Young Lions), de Edward Dmytryk
- 1958 : Comme un torrent (Some Came Running), de Vincente Minnelli
- 1959 : Rio Bravo, de Howard Hawks
- 1959 : En lettres de feu (Career) de Joseph Anthony
- 1960 : Qui était donc cette dame ? (Who was that lady ?), de George Sidney
- 1960 : Un numéro du tonnerre (Bells Are Ringing), de Vincente Minnelli
- 1960 : L'Inconnu de Las Vegas (Ocean's Eleven), de Lewis Milestone
- 1960 : Pepe de George Sidney : (Caméo)
- 1961 : Il a suffi d'une nuit (All in a Night's Work), de Joseph Anthony
- 1961 : Le troisième homme était une femme (Ada), de Daniel Mann
- 1962 : Marilyn Monroe : Les Derniers Jours (Something's Got to Give), de George Cukor
- 1962 : Les Trois Sergents (Sergeants 3), de John Sturges
- 1962 : Astronautes malgré eux (The Road to Hong Kong), de Norman Panama
- 1962 : L'Inconnu du gang des jeux (Who's got the action ?), de Daniel Mann
- 1963 : Toute la chanson du monde (it) (Canzoni nel mondo), de Vittorio Sala
- 1963 : T'es plus dans la course, papa ! (Come Blow Your Horn) , de Bud Yorkin
- 1963 : Le Tumulte (Toys in the Attic), de George Roy Hill
- 1963 : Quatre du Texas (4 for Texas), de Robert Aldrich
- 1963 : Mercredi soir, 9 heures..., de Daniel Mann
- 1964 : Madame croque-maris (What a Way to Go!), de J. Lee Thompson
- 1964 : Les Sept voleurs de Chicago (Robin and the 7 Hoods), de Gordon Douglas
- 1964 : Embrasse-moi, idiot (Kiss Me, Stupid), de Billy Wilder
- 1965 : Les Quatre fils de Katie Elder (The Sons of Katie Elder), de Henry Hathaway
- 1965 : Les Inséparables (Marriage on the Rocks), de Jack Donohue
- 1966 : Matt Helm, agent très spécial (The Silencers), de Phil Karlson
- 1966 : Texas, nous voilà (Texas Across the River), de Michael Gordon
- 1966 : Bien joué Matt Helm (Murderers' Row), de Henry Levin
- 1967 : Violence à Jericho (Rough Night in Jericho), d'Arnold Laven
- 1967 : Matt Helm traqué (The Ambushers), de Henry Levin
- 1968 : Bague au doigt, corde au cou (How to Save a Marriage (And Ruin Your Life)), de Fielder Cook
- 1968 : Bandolero !, de Andrew V. McLaglen
- 1968 : Cinq Cartes à abattre (5 Card Stud), de Henry Hathaway
- 1968 : Matt Helm règle son compte (The Wrecking Crew), de Phil Karlson
- 1970 : Airport, de George Seaton
- 1971 : Rio Verde (Something Big), d'Andrew V. McLaglen
- 1973 : Duel dans la poussière (Showdown), de George Seaton
- 1975 : Mr. Ricco, de Paul Bogart
- 1981 : L'Équipée du Cannonball (The Cannonball Run), de Hal Needham
- 1984 : Cannon Ball 2 (Cannonball Run II), de Hal Needham

### Télévision
- 1964 : Rawhide, épisode Canliss réalisé par Jack Arnold (série télévisée) : Gurd Canliss
- 1965-1974 : The Dean Martin Show (en) (émission télévisée) : animateur
- 1970 : Swing Out, Sweet Land (en) de Stan Harris (téléfilm) : Eli Whitney
- 1971 : The Powder Room de Jonathan Lucas (téléfilm) : présentateur
- 1975 : The Dean Martin Celebrity Roast: Lucille Ball (en), de Greg Garrison (en) (émission télévisée) : animateur
- 1978 : Drôles de dames, épisode Angels in Vegas de Bob Kelljan (série télévisée) : Frank Howell
- 1979 : Vegas, épisode The Usurper de Don Chaffey (série télévisée) : lui-même
- 1985 : Half Nelson d'Arthur Allan Seidelman (téléfilm) : Mr Martin

## Discographie

### Les annéesCapitol
- 1953 : Dean Martin Sings (en)
- 1955 : Swingin' Down Yonder (en)
- 1955 : Dean Martin
- 1957 : Pretty Baby (en)
- 1959 : Sleep Warm (en)
- 1959 : A Winter Romance (en)
- 1960 : This Time I'm Swingin'! (en)
- 1961 : Dean Martin
- 1962 : Dino! Italian Love Songs (en)
- 1962 : Cha Cha de Amor (en)
- 1964 : Hey, Brother, Pour the Wine (en)

### Les annéesReprise
- 1962 : French Style (en)
- 1963 : Dino Latino (en)
- 1963 : Country Style (en)
- 1963 : Dean Tex Martin Rides Again (en)
- 1964 : Dream with Dean (en)
- 1964 : Everybody Loves Somebody
- 1964 : The Door Is Still Open to My Heart (en)
- 1965 : Holiday Cheer
- 1965 : (Remember Me) I'm the One Who Loves You (en)
- 1965 : Dean Martin Hits Again (en)
- 1965 : Houston (en)
- 1966 : Somewhere There's a Someone (en)
- 1966 : The Hit Sound of Dean Martin (en)
- 1966 : The Best of Dean Martin
- 1966 : Christmas Album (en)
- 1966 : Songs From The Silencers
- 1966 : The Dean Martin TV Show
- 1967 : Happiness Is Dean Martin
- 1967 : Welcome to My World (en)
- 1968 : Gentle on My Mind (en)
- 1969 : I Take a Lot of Pride in What I Am (en)
- 1970 : My Woman, My Woman, My Wife
- 1971 : For the Good Times (en)
- 1972 : Dino (en)
- 1973 :Sittin' on Top of the World (en)
- 1973 :You're the Best Thing That Ever Happened to Me (en)
- 1978 : Once in a While (en)
- 1983 : Nashville sessions (en)

### Albums live
- 1964 : Live at the Sands Hotel
- 2005 : Live from Las Vegas (en)

### Box setsand collections
- 1994 : The Nashville Sessions
- 1998 : 20 Great Love Songs

### Capitol
- 2007 : Forever Cool (album de duos)

## Voix françaises
- Michel Gudin (*1916 - 1994) dans :
  - Le Soldat récalcitrant
  - Bon sang ne peut mentir
  - La Polka des marins
  - Parachutiste malgré lui
  - Le Cabotin et son compère
  - Fais-moi peur
  - Amour, Délices et Golf
  - Un galop du diable
  - C'est pas une vie, Jerry
  - Le clown est roi
  - Un pitre au pensionnat
  - Artistes et Modèles
  - Le Trouillard du Far West
  - Un vrai cinglé de cinéma
  - En lettres de feu
  - Il a suffi d'une nuit
  - L'Inconnu du gang des jeux
  - Mercredi soir, 9 heures...
  - Les Quatre Fils de Katie Elder
  - Cinq Cartes à abattre

- Claude Bertrand (*1919 - 1986) dans :
  - Le Bal des maudits
  - Rio Bravo
  - L'Inconnu de Las Vegas
  - Quatre du Texas
  - Madame Croque-maris
  - Les Sept Voleurs de Chicago
  - Les Inséparables
  - Texas, nous voilà

- Jean-Claude Michel (*1925 - 1999) dans :
  - Un numéro du tonnerre
  - Le troisième homme était une femme
  - Astronautes malgré eux
  - Embrasse-moi, idiot
  - Airport

- André Valmy (*1919 - 2015) dans :
  - Comme un torrent
  - Qui était donc cette dame ?
  - Rio Verde

- Jean-Claude Pascal (*1927 - 1992) dans :
  - Matt Helm, agent très spécial
  - Bien joué Matt Helm
  - Matt Helm traqué

- Georges Aminel (*1922 - 2007) dans :
  - L'Équipée du Cannonball
  - Cannonball 2

Et aussi
- Jacques Deschamps (*1931 - 2001) dans Bandolero !
- Philippe Nicaud (*1926 - 2009) dans Duel dans la poussière
- Claude Giraud (*1936 - 2020) dans Mr. Ricco
- Joël Martineau dans La Classe américaine (téléfilm)